# Kościół Świętej Trójcy w Sikorzu
Kościół Świętej Trójcy w Sikorzu – rzymskokatolicki kościół parafialny w Sikorzu, w powiecie płockim, w województwie mazowieckim. Funkcjonuje przy nim parafia św. Barbary.

## Historia

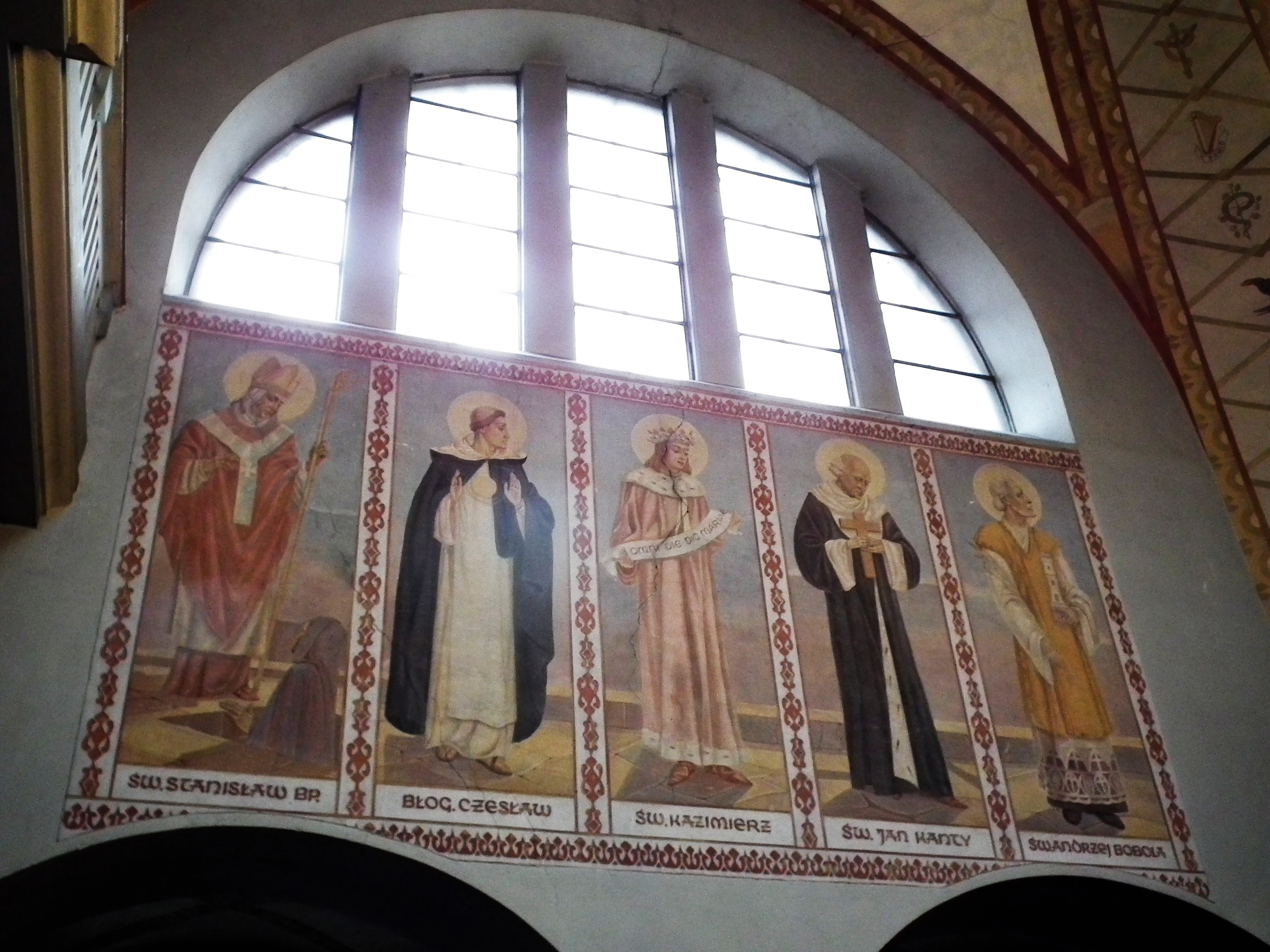
Polscy święci

Parafia we wsi powstała już w 1386 lub w XV wieku. W 1684 powstał tu kościół drewniany. Fundatorem świątyni był Jan Karnkowski (wojewoda płocki). Obiekt ten spalił się w 1697. W 1767 konsekrowano kolejną drewnianą świątynię. Tym razem fundatorem był Gabriel Karnkowski (kasztelan raciąski). 
Obecna świątynia została ufundowana przez warszawskiego mistrza murarskiego - Wacława Wędrowskiego. Zaprojektował ją Władysław Czechowski. Budowę rozpoczęto w 1911. Kamień węgielny poświęcił ks. Ludwik Wilkoński, dziekan płocki w dniu 7 czerwca 1914. Kościół konsekrował biskup płocki bł. Antoni Julian Nowowiejski dnia 22 czerwca 1920. Ostatecznie budowę ukończono w 1921. Wnętrze zostało wkrótce wzbogacone o dekoracje umieszczone z inicjatywy ks. Feliksa Godlewskiego, lokalnego proboszcza. Kolejny proboszcz, Józef Sobociński (zarządzał parafią w latach 1932-1941), został zamordowany przez Niemców w ich obozie koncentracyjnym w Działdowie (27 sierpnia 1941). Upamiętnia go tablica pamiątkowa wewnątrz kościoła. W 1945, w wyniku działań wojennych obiekt uszkodzono (Niemcy urządzili we wnętrzu magazyn). Wyremontowano go w 1948. W latach 1948–1952 wnętrza pokryto malowidłami ściennymi (al fresco i sgraffito), których autorką była Edwarda Kasperska-Przeorska. Obiekt remontowano również w 1984.

## Wyposażenie
Ołtarz główny wyrzeźbiono z białego marmuru. Pod amboną umieszczono zegar będący pamiątką po rodzinie Piwnickich - ostatnich właścicielach lokalnego majątku. W wieży kościelnej znajdują się dwa dzwony.

## Otoczenie
Przy świątyni znajduje się cmentarz rodowy właścicieli Sikorza z marmurowym nagrobkiem Jadwigi z Hofmanów Piwnickiej (zm. 1874), właścicielki pobliskiej Srebrnej. Nagrobek z rzeźbą siedzącej kobiety pochodzi z warszawskiego warsztatu Jana Józefa Manzela.